# Bernd Köllinger
Bernd Köllinger (* 11. September 1944 in Saalfeld, Thüringen; † 2. November 2011 in Karád, Komitat Somogy, Ungarn) war ein deutscher Theaterwissenschaftler, Librettist,  Ballettdirektor und Publizist.

## Leben
Nach dem Abitur studierte Köllinger in Leipzig an der Fachschule für Tanz, an der Karl-Marx-Universität Kulturwissenschaft sowie an der Theaterhochschule „Hans Otto“ Theaterwissenschaft. Sein Forschungsstudium beendete er 1972 mit der Promotion zum Dr. phil.
Nach einer Tätigkeit als Wissenschaftlicher Mitarbeiter für Bühnentanz beim Verband der Theaterschaffenden der DDR wurde er 1973 von Walter Felsenstein als Ballettdirektor an die Komische Oper Berlin berufen. Hier wirkte er bis 1991 zusammen mit Tom Schilling künstlerisch und organisatorisch am „Tanztheater der Komischen Oper“.
Besonders seine abendfüllenden Ballettwerke (nach Libretti von Bernd Köllinger) waren national und international erfolgreich.

## Leistungen
Neben vielen Veröffentlichungen zum Tanztheater in der Zeitschrift „Theater der Zeit“ zwischen 1976 und 1989, der Lehrtätigkeit als Honorardozent für Tanzästhetik und Ballettdramaturgie an der Theaterhochschule Leipzig, neben Vorträgen und Workshops in verschiedenen europäischen Ländern schuf er eine Vielzahl von Ballett- und Tanzlibretti. Darunter waren zeitgenössische Komponisten wie Georg Katzer, Siegfried Matthus, Gerd Natschinski, Mikis Theodorakis oder Ruth Zechlin als auch Klassiker wie Tschaikowski, Mendelssohn Bartholdy, Johann Strauss, Mozart, Saint-Saëns, Beethoven, Vivaldi, Schumann und Schubert.
Nach Köllingers Vorlagen entstanden auch Inszenierungen im Ausland. Er förderte junge Talente und gab ihnen eine Bühne. Nach seinem Ausscheiden aus der Komischen Oper wirkte er ab 1992 für einige Jahre an der Deutschen Tanzkompanie in Neustrelitz.
Von 2002 bis 2007 leitete er als Chefredakteur das „Brandenburger Wochenblatt“ in Brandenburg an der Havel. Am Brandenburger Theater hatte am 5. Oktober 2007 sein Stück „Der große Schwoof“ (Musik/Komponist: Klaus Wüsthoff) Premiere. Er arbeitete bis zum Lebensende an mehreren Buchprojekten. So behandelte eines seiner unvollendeten Manuskripte das Leben des Mehmed Ali Pascha. Es trug den Arbeitstitel Der Muschir, das türkische Wort für Marschall.
In seinem Ruhestand übersiedelte er 2007 nach Ungarn. Er starb 2011 dort nach schwerer Krankheit.

## Schriften (Auswahl)
- Der Tanz als Prozess – der Prozess im Tanz. Historisch-materialistische Untersuchungen zur ästhetischen Spezifik der Tanzkunst, insbesondere des Bühnentanzes, unter besonderer Berücksichtigung des Widerspiegelungsaspekts. Karl-Marx-Universität Leipzig – unveröff. Dissertation, 1972
- Der Tanz. 10 Versuche. Henschelverlag Kunst und Gesellschaft, Berlin 1975.
- Zur Dramaturgie von „Schwanensee“. Vorträge und Beiträge. Verband der Theaterschaffenden der DDR, (Berlin) 1977
- Schwarze Vögel. Libretto zum Ballett in zehn Bildern, einem Prolog und einem Epilog von Georg Katzer. Leipzig u. Frankfurt am Main 1977
- Tanztheater. Tom Schilling und die zeitgenössische Choreographie. 7 Studien. Henschelverlag Kunst und Gesellschaft, Berlin 1983.
- Hoffmanns Erzählungen, phantastisches Ballett nach Jacques Offenbach. Libretto nach J. Barbier und E.T.A. Hoffmann. (Berlin) 1986
- Die Wahlverwandtschaften,
- Ein neuer Sommernachtstraum

## Filmografie
- 1986: Wahlverwandtschaften (Studioaufzeichnung)